# Sweat
Para, el sencillo/remix de David Guetta véase Wet (canción de Snoop Dogg).
Sweat es uno de los dos álbumes, junto con Suit, que Nelly lanzó a finales de 2004. Sweat fue el álbum menos popular de los dos, debutando en la posición #2 en Billboard 200, mientras que esa misma semana Suit se colocaba #1. Los sencillos fueron "Flap Your Wings," "Na-Nana-Na" y "Tilt Ya Head Back".

## Lista de canciones
1. "Heart of a Champion" (con Lincoln University Vocal Ensemble)
2. "Na-Nana-Na" (con Jazze Pha)
3. "Flap Your Wings"
4. "American Dream" (con Murphy Lee, Kyjuan, & Ali)
5. "River Don't Runnn" (con Murphy Lee & Stephen Marley)
6. "Tilt Ya Head Back" (con Christina Aguilera)
7. "Grand Hang Out" (con Fat Joe, Young Tru & Remy Martin)
8. "Getcha Getcha" (con Murphy Lee, Kyjuan, & Ali)
9. "Another One"
10. "Spida Man"
11. "Playa" (con Mobb Deep & Missy Elliott)
12. "Down in Da Water" (con Ali & Gube Thug)
13. "Boy" (con Lil Flip & Big Gipp)

- Datos: Q2715738